# Station Mikołajki
Station Mikołajki is een spoorwegstation in de Poolse plaats Mikołajki.